# La Biblia en pasta
Para la expresión, véase la Biblia en pasta

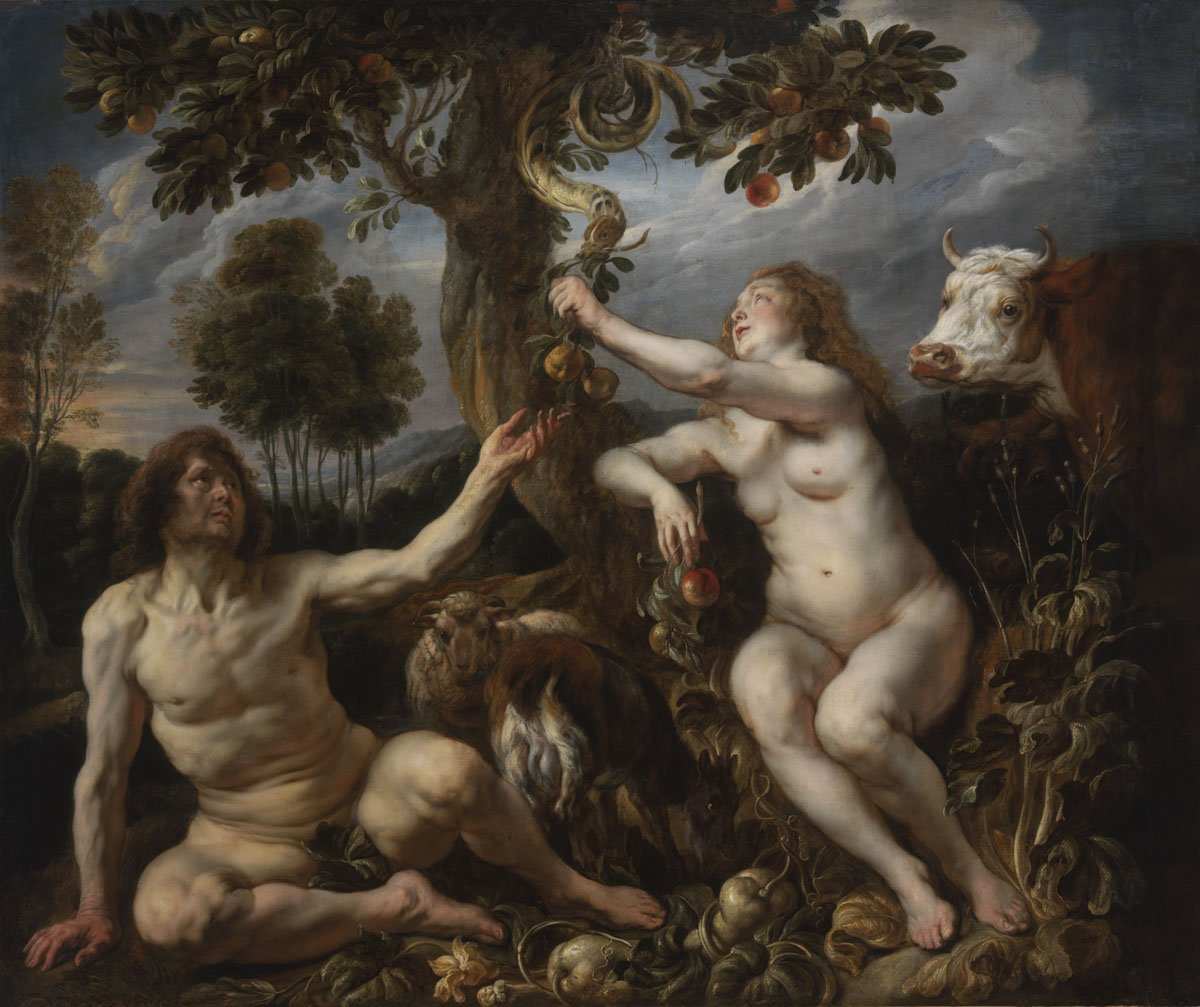
En la película, la manzana que toman Adán y Eva lleva dibujada una calavera.

La Biblia en pasta es una película cómica española de 1984 dirigida por Manuel Summers. Es una versión humorística de algunos episodios del Antiguo Testamento.

## Argumento
La película muestra una versión humorística de cuatro episodios del Génesis: Adán y Eva, Caín y Abel, el Diluvio Universal y la Torre de Babel, aunque Abraham aparece muy brevemente al final. Hay muchos anacronismos usados con fines humorísticos, por ejemplo el arca de Noé lleva limpiaparabrisas, Caín canta La Internacional y otros chistes absurdos como Noé pintando rayas a un caballo blanco para que no se note que no tienen cebra.

## Recepción
La película recibió muy malas críticas y hoy en día está esencialmente olvidada. La crítica de Carlos Aguilar en su Guía del cine español es "de pena".
Se suponía que la película, tal y como anuncian en el final, tendría una continuación en "La Biblia en verso", que seguiría las peripecias de Abraham y Sara, pero una taquilla poco acorde con lo esperado truncó esa posibilidad.

## Reparto
| Intérprete                       | Personaje                                           |
| -------------------------------- | --------------------------------------------------- |
| Celedón Parra                    | Adán                                                |
| Annete Neils (Annette Meisl)     | Eva                                                 |
| José Rivera 'Caracolillo'        | Demonio                                             |
| Fulgencio Sequeiro               | Ángel 1º                                            |
| (José) Luis de la Fuente         | Ángel 2º                                            |
| Manuel (de) Agustina             | Ángel 3º                                            |
| Juan Muñoz 'Alegrías'            | Caín                                                |
| Alberto de Gregorio              | Abel                                                |
| Emilio Fornet                    | Noé                                                 |
| Trina Casaldi                    | Mujer Noé                                           |
| José María Tasso                 | Sem                                                 |
| Manuel Rodríguez                 | Cam                                                 |
| Leopoldo González                | Jafet                                               |
| María del Mar Hernández          | Nuera 1                                             |
| Amparo Maroto                    | Nuera 2                                             |
| Sabrina Aburto                   | Nuera 3                                             |
| Carlos Lucas                     | Hombre del Tiempo                                   |
| Ramón Sanje                      | Nieto Noé                                           |
| Antonio (Pascual) Costafreda     | Rey Nenrod                                          |
| Fernando Salas                   | Arquitecto                                          |
| Juan XXIII                       | Abraham                                             |
| Lola Marquerie                   | Sara                                                |
| José Antonio Rico                | Soldado Rey 1º                                      |
| Francisco Arahuete               | Soldado Rey 2º                                      |
| Guillermo Summers                | Tipo rubio, que habla en inglés                     |
| Kimbo (José María Sánchez Kimbo) |                                                     |
| Claudio Rodríguez                | Dios (voz)                                          |
| Juan Manuel Soriano              | Narrador                                            |
| Manuel Summers                   | Manuel Summers, el director de cine en los créditos |